# 삼봉로 (단양군)
삼봉로(Sambong-ro)는 충청북도 단양군 단양읍단양삼거리에서 단양군 매포읍화괴삼거리를 잇는 도로이다.

## 주요 경유지
충청북도
- 단양군 (단양읍 - 매포읍)

## 노선 경로
| 이름           | 접속 노선             | 경유지 | 경유지 | 비고 |
| -------------- | --------------------- | ------ | ------ | ---- |
| 단양삼거리     | 국도 제5호선 (단양로) | 단양군 | 단양읍 |      |
| 별곡사거리     | 중앙1로 다리안로      | 단양군 | 단양읍 |      |
| 별곡1교차로    |                       | 단양군 | 단양읍 |      |
| 별곡3교차로    | 남한강로              | 단양군 | 단양읍 |      |
| 삼봉2터널      |                       | 단양군 | 매포읍 |      |
| 삼봉2교        |                       | 단양군 | 매포읍 |      |
| 삼봉교차로     |                       | 단양군 | 매포읍 |      |
| 성신후문사거리 | 여천덕천로            | 단양군 | 매포읍 |      |
| 하괴교         |                       | 단양군 | 매포읍 |      |
| 화괴삼거리     | 국도 제5호선 (단양로) | 단양군 | 매포읍 |      |

## 주요건물및 시설
- 단양군보건소 (삼봉로 53/상진리 84)
- GS칼텍스 GS주유소 (삼봉로 93/상진리 572)
- CU단양상진점 (삼봉로 127/상진리 791)
- 르노코리아자동차 서비스 남한강상사 (삼봉로 231/도전리 278)
- CU 단양스타점 (삼봉로 235/도전리 276)
- 현대자동차 블루핸즈 (삼봉로 239/도전리 272)
- 쌍용자동차 단양전시장 (삼봉로 253/도전리 204)
- 기아자동차 도전대리점 (삼봉로 255-1/도전리 202)
- 중앙지구대 (삼봉로 259/도전리 199)
- GS25 단양팔경점 (삼봉로 268/도전리 431)
- 현대자동차 단양대리점 (삼봉로 270/도전리 433)
- CU 단양중앙점 (삼봉로 277/도전리 178)
- LG전자 단양대리점 (삼봉로 282/도전리 589)
- 농협 단양농협 (삼봉로 287/도전리 165)
- 농협 단양농협 하나로마트 (삼봉로 287/도전리 165)
- 새마을금고 단양 새마을금고 단양지점 (삼봉로 290/도전리 595)
- GS25 단양으뜸점 (삼봉로 297/도전리 150)
- 파리바게뜨 충북단양점 (삼봉로 298/도전리 601)
- 신협 단양본점 (삼봉로 302/별곡리 504)
- 농협 단양군지부 (삼봉로 311/별곡리 487)
- 로젠택배 단양영업소 (삼봉로 371/별곡리 16)
- 농협 단양농협주유소 (삼봉로 368/별곡리 28-4)
- SK에너지 SK행복충전 단양충전소 (삼봉로 407/별곡리 83)